# Tfail
 (février 2012).
Si vous disposez d'ouvrages ou d'articles de référence ou si vous connaissez des sites web de qualité traitant du thème abordé ici, merci de compléter l'article en donnant les références utiles à sa vérifiabilité et en les liant à la section « Notes et références ».
Tfail ( طفيل ) est un village libanais situé au Sud-Est de Baalbeck à quelques kilomètres de la frontière libano-syrienne, sur le plateau de Qalamoun. Peuplé d'environ 800 habitants, il n'est accessible en voiture que par la Syrie. Il fit du reste partie en 1924 des zones litigieuses découvertes lors de la création de l'État du Grand Liban.